# کارول آن شادلیک
کارول آن شادلیک (انگلیسی: Carol Ann Shudlick؛ زادهٔ ۱۳ مهٔ ۱۹۷۲) بازیکن بسکتبال اهل ایالات متحده آمریکا است.